# 15. Kurentovanje (1975)
Kurentovanje 1975 je bil petnajsti uradni ptujski karneval, 9. februarja, na pustno nedeljo.
Tako lepega vremena na pustno nedeljo že dolgo ni bilo. Že dopoldan se je na mestni tržnici na etnografskem prikazu mask, zbralo 5.000 obiskovalcev in prav toliko avtomobilov na desnem bregu Drave. Na popoldanski karnevalski povorki pa se je zbralo okrog 40.000 ljudi iz vseh koncev Slovenije, pa tudi iz tujine. Tokrat je bilo dobro poskrbljeno za promet. Spet, kot že večkrat doslej, pa so bile kritike in problemi z primernim ozvočenjem, sploh na tržnici, kjer je vse hreščalo. Prvo nagrado si je tokrat razdelilo kar 6 skupin, vsaka pa je prejela po 2,000 dinarjev, celoten nagradni sklad za maske pa je znašal 30,000 dinarjev. Celoten dogodek je stal skupaj 200,000 dinarjev.
Na etnografskem delu je sodelovalo 550 udeležencev, na karnevalski povorki pa blizu 2,000 mask.

## Spored

### Dopoldanski prikaz etnografskih likov na tržnici
Prikaz se je zgodil ob 10. uri na mestni tržnici (Titov trg):
- Pokači (Markovci)
- Kopjaši (Markovci)
- Orači (Dravinjski Vrh)
- Ples vil s kraljico (Markovci)
- Pustni plesači (Pobrežje pri Vidmu)
- Orači (Lancova vas)
- Kopanjarice (Markovci)
- Maškure (Turčišće pri Čakovcu)
- Orači (Markovci)
- Ploharji (Cirkovci)
- Rusa, Medved, piceki in drugi pustni liki (Markovci)
- Kurenti (Markovci)

### Popoldanski sprevod karnevalskih skupin po mestu
Ob 14. uri po mestnih ulicah:
- Dopoldanskim skupinam so se na etnografskem delu popoldanske karnevalske povorke pridružili še:

– Kurenti (Turnišče pri Ptuju, Spuhlja in ostale vasi)
– Orači (Gerečja vas)
- V karnevalskih maskah oz. pustnih šemah popoldanske karnevalske povorke pa so nastopale:

– Pustne šeme iz OŠ Petrinjec (Hrvaška)
– Pustne šeme iz ptujskih osnovnih šol
– Večje število tovornjakov in drugih vozil delovnih organizacij, krajevnih skupnosti in posameznikov

## Nagrade
Člani komisije v sestavi Tone Purg (predsednik) in člani Jani Goenc, Peter Malec, Stane Slanič ter Jože Vrabl so ocenili maske takole:
Po 1,000 dinarjev pa so podelili tudi trem osnovim šolam Franc Osojnik (Ljudski vrt), Tone Žnidaršič (Mladika) in Petrinjec (Hrvaška).

### Karnevalske skupine
|            | Nastopajoči                                         | Nagrada        |
| ---------- | --------------------------------------------------- | -------------- |
| 1. nagrada | »Moda 1909, 1932, 1972 in 2000« (TP Merkur)         | 2,000 dinarjev |
| 1. nagrada | »Domači film na visoki ravni« (Mercator – Panonija) | 2,000 dinarjev |
| 1. nagrada | »Prainflacija – zmaj« (TP Izbira)                   | 2,000 dinarjev |
| 1. nagrada | »Energetska kriza« (LES Ptuj)                       | 2,000 dinarjev |
| 1. nagrada | »Predelava in potrošnja« (PP Perutnina Ptuj)        | 2,000 dinarjev |
| 1. nagrada | »Molzna krava in splošna poraba« (KK Mlekarna)      | 2,000 dinarjev |

- 2. nagrada – razdeljenih 5 krat po 1,200 dinarjev
- 3. nagrada – razdeljenih 6 krat po 800 dinarjev
- 4. nagrada – razdeljenih 5 krat po 500 dinarjev
- 5. nagrada – razdeljenih 4 krat po 300 dinarjev
- 6. nagrada – razdeljenih 5 krat po 200 dinarjev